# Hyperoceros peruanus
Hyperoceros peruanus – gatunek błonkówki z rodziny Pergidae, jedyny przedstawiciel rodzaju Hyperoceros.

## Taksonomia
Gatunek ten został opisany w 1906 przez Friedricha Konowa. Jako miejsce typowe podano Dystrykt Marcapata w peruwiańskim Regionie Cuzco. Syntypem była samica.

## Zasięg występowania
Ameryka Południowa, notowany w Peru.